# Lijst van Amerikaanse Playmates (1980-1989)
Deze lijst van Amerikaanse Playmates (1980-1989) is een overzicht van de Playmates die in de jaren 1980 tot en met 1989 in de Amerikaanse uitgave van Playboy hebben gestaan.
| Maand en jaar  | Omslagmodel                                            | Centerfoldmodel                 | Interviewonderwerp | 20 Questions (Twintig vragen aan)                                                                         | Anderen / opmerkingen                                                             |
| -------------- | ------------------------------------------------------ | ------------------------------- | --- | --- | --------------------------------------------------------------------------------- |
| januari 1980   | Steve Martin, Amy Miller, Michele Drake                | Gig Gangel                      | Steve Martin | |                                                                                   |
| februari 1980  | Candace Collins                                        | Sandy Cagle                     | Pat Caddell | | Suzanne Somers                                                                    |
| maart 1980     | Bo Derek                                               | Henriette Allais                | Terry Bradshaw | Shelley Hack                                                                                              | Bo Derek, Angie Grabowski                                                         |
| april 1980     | Shari Shattuck                                         | Liz Glazowski                   | Linda Ronstadt | | Vrouwen van de strijdkrachten                                                     |
| mei 1980       | Terri Welles                                           | Martha Thomsen                  | Gay Talese | | Miss World 1978 Silvana Suarez, Stewardessen                                      |
| juni 1980      | Dorothy Stratten                                       | Ola Ray                         | John Anderson | | Dorothy Stratten (Playmate van het jaar)                                          |
| juli 1980      | Sandra Dumas                                           | Teri Peterson                   | Bruce Jenner | George Hamilton                                                                                           |                                                                                   |
| augustus 1980  | Bo Derek                                               | Victoria Cooke                  | William Shockley | | Bo Derek                                                                          |
| september 1980 | Rita Lee                                               | Lisa Welch                      | Roy Scheider | | Evelyn Guerrero, Vrouwen van de Southwest Conference                              |
| oktober 1980   | S.J. Fellowes                                          | Mardi Jacquet                   | G. Gordon Liddy | | vrouwen uit Canada, Lisa Lyon                                                     |
| november 1980  | Mardi Jacquet                                          | Jeana Tomasino                  | Larry Hagman | Michael Douglas                                                                                           | Vrouwen van de Amerikaanse overheid                                               |
| december 1980  | Geen                                                   | Terri Welles                    | George C. Scott | Truman Capote                                                                                             |                                                                                   |
| januari 1981   | Barbara Bach                                           | Karen Price                     | John Lennon en Yoko Ono | | Barbara Bach, Cowgirls                                                            |
| februari 1981  | Terri Welles, Candy Loving, Sondra Theodore            | Vicki Lynn Lasseter             | Tom Snyder | | Marie Helvin                                                                      |
| maart 1981     | Tricia Barnstable, Sybil Barnstable                    | Kymberly Herrin                 | James Garner | Lauren Hutton                                                                                             | Tweelingen                                                                        |
| april 1981     | Liz Wickersham                                         | Lorraine Michaels               | Ed Asner | | Rita Jenrette, Vrouwen uit Kokomo, Indiana, Liz Wickersham                        |
| mei 1981       | Miss World Gabriella Brum                              | Gina Goldberg                   | Elisabeth Kübler-Ross | John DeLorean                                                                                             | Dorothy Stratten                                                                  |
| juni 1981      | Terri Welles                                           | Cathy Larmouth                  | Steve Garvey | Jack Lemmon                                                                                               | Terri Welles (Playmate van het jaar), Bondgirls                                   |
| juli 1981      | Jayne Kennedy                                          | Heidi Sorenson                  | Robert Garwood | Jayne Kennedy                                                                                             |                                                                                   |
| augustus 1981  | Valerie Perrine                                        | Debbie Boostrom                 | George Gilder | Joan Rivers                                                                                               | Valerie Perrine                                                                   |
| september 1981 | Bo Derek                                               | Susan Smith                     | James A. Michener | | Vrouwen van de Southwestern Conference, Bo Derek                                  |
| oktober 1981   | Cathy St. George                                       | Kelly Tough                     | Donald Sutherland | | Maud Adams                                                                        |
| november 1981  | Teri Peterson                                          | Shannon Tweed                   | Oriana Fallaci | | Vicki LaMotta                                                                     |
| december 1981  | Bernadette Peters                                      | Patricia Farinelli              | Henry Fonda | John Kenneth Galbraith                                                                                    | Bernadette Peters                                                                 |
| januari 1982   | Natalie Levy Bencheton                                 | Kimberly McArthur               | George Carlin | John Matuszak                                                                                             | Ursula Andress, Linda Evans, Bo Derek, vrouwen van de soaps                       |
| februari 1982  | Kimberly McArthur                                      | Anne-Marie Fox                  | Lech Wałęsa | Karen Allen                                                                                               | Sylvia Kristel                                                                    |
| maart 1982     | Bárbara Carrera                                        | Karen Witter                    | Patricia Hearst | Louis Rukeyser                                                                                            | Barbara Carrera, Mel Martin                                                       |
| april 1982     | Mariel Hemingway                                       | Linda Rhys Vaughn               | Ed Koch | James Woods                                                                                               | Mariel Hemingway                                                                  |
| mei 1982       | Vickie Reigle                                          | Kym Malin                       | Billy Joel | SCTV: John Candy, Andrea Martin, Eugene Levy, Rick Maranis, Dave Thomas, Joe Flaherty en Catherine O'Hara | Rae Dawn Chong                                                                    |
| juni 1982      | Shannon Tweed                                          | Lourdes Estores                 | Sugar Ray Leonard | Brandon Tartikoff                                                                                         | Shannon Tweed (Playmate van het jaar)                                             |
| juli 1982      | Lynda Wiesmeier                                        | Lynda Wiesmeier                 | Bette Davis | Stevie Nicks                                                                                              | Vrouwen van AT&T                                                                  |
| augustus 1982  | Vicki McCarty                                          | Cathy St. George                | Akio Morita | Mariette Hartley                                                                                          |                                                                                   |
| september 1982 | Kym Herrin                                             | Connie Brighton                 | Cheech and Chong | Tom Petty                                                                                                 | Vrouwen van de G8-conferentie                                                     |
| oktober 1982   | Tanya Roberts                                          | Marianne Gravatte               | Robin Williams | John Le Boutillier                                                                                        | Tanya Roberts, vrouwen uit Japan                                                  |
| november 1982  | Lorraine Michaels                                      | Marlene Janssen                 | Luciano Pavarotti | Frank en Moon Zappa                                                                                       | Vrouwen van Braniff International Airways                                         |
| december 1982  | Marcy Hanson                                           | Charlotte Kemp                  | Julie Andrews & Blake Edwards | | Vrouwen van Playboy                                                               |
| januari 1983   | Audrey Landers, Judy Landers                           | Lonny Chin                      | Dudley Moore | Herschel Walker                                                                                           | Audrey Landers, Judy Landers, Shannon Tweed                                       |
| februari 1983  | Kim Basinger                                           | Melinda Mays                    | Gabriel García Márquez | Yakov Smirnoff                                                                                            | Kim Basinger, vrouwen uit Aspen                                                   |
| maart 1983     | Kim McArthur, Kelly Tough, Karen Witter                | Alana Soares                    | Sam Donaldson | Arthur Jones                                                                                              |                                                                                   |
| april 1983     | Carrie Leigh                                           | Christina Ferguson              | Paul Newman | Al McGuire                                                                                                | Pamela Bellwood, vrouwen uit Spanje                                               |
| mei 1983       | Nastassja Kinski                                       | Susie Scott                     | Ansel Adams | Charlton Heston                                                                                           | Nastassja Kinski                                                                  |
| juni 1983      | Marianne Gravatte                                      | Jolanda Egger                   | Stephen King | Debra Winger                                                                                              | Marianne Gravatte (Playmate van het jaar), Morganna                               |
| juli 1983      | Ruth Guerri                                            | Ruth Guerri                     | Earl Weaver | Carrie Fisher                                                                                             |                                                                                   |
| augustus 1983  | Sybil Danning                                          | Carina Persson                  | Ted Turner | Jan Stephenson                                                                                            | Sybil Danning                                                                     |
| september 1983 | Kym Herrin                                             | Barbara Edwards                 | Sandinistas: Sergio Ramírez, Ernesto Cardenal, Tomas Borge Martinez | Randy Newman                                                                                              | Dorit Stevens, vrouwen van de Atlantic Coast Conference                           |
| oktober 1983   | Charlotte Kemp                                         | Tracy Vaccaro                   | Cast/crew van Hill Street Blues: Bruce Weitz, Veronica Hamel, Daniel J. Travanti, Charles Haid, Michael Warren, James B. Sikking, Betty Thomas, Ed Marinaro, Taurean Blacque, Kiel Martin, Steven Bochco, René Enríquez, Joe Spano, Barbara Bosson en Michael Conrad | Joe Piscopo                                                                                               | Loretta Martin, Redheads                                                          |
| november 1983  | Donna Ann                                              | Veronica Gamba                  | Kenny Rogers | Bubba Smith                                                                                               | Nurses                                                                            |
| december 1983  | Joan Collins                                           | Terry Nihen                     | Tom Selleck | | Joan Collins                                                                      |
| januari 1984   | none                                                   | Penny Baker                     | Dan Rather | | Dertiende verjaardags uitgave                                                     |
| februari 1984  | Kimberly McArthur                                      | Justine Greiner                 | Paul Simon | Shelley Long                                                                                              | Carol Wayne                                                                       |
| maart 1984     | Susie Scott                                            | Dona Speir                      | Moses Malone | Bridgette Monet                                                                                           |                                                                                   |
| april 1984     | Kathy Shower                                           | Lesa Ann Pedriana               | Joan Collins | Martin Mull                                                                                               |                                                                                   |
| mei 1984       | Rita Jenrette, Phillip Anderson                        | Patty Duffek                    | Calvin Klein | | Rita Jenrette, Vicki LaMotta, Ola Ray                                             |
| juni 1984      | Barbara Edwards                                        | Tricia Lange                    | Jesse Jackson | Siskel en Ebert                                                                                           | Barbara Edwards (Playmate van het jaar)                                           |
| juli 1984      | Bo Derek                                               | Liz Stewart                     | Walid Jumblat | Fran Lebowitz                                                                                             | Bo Derek                                                                          |
| augustus 1984  | Terry Moore                                            | Suzi Schott                     | Bobby Knight | Kurt Russell                                                                                              | Terry Moore                                                                       |
| september 1984 | Kimberly Evenson                                       | Kimberly Evenson                | Shirley MacLaine | |                                                                                   |
| oktober 1984   | Lesa Pedriana                                          | Debi Johnson                    | David Letterman | Jack La Lanne                                                                                             | Vrouwen van Broadway, Sônia Braga                                                 |
| november 1984  | Christie Brinkley                                      | Roberta Vasquez                 | José Napoleón Duarte | Leigh Steinberg                                                                                           | Christie Brinkley                                                                 |
| december 1984  | Suzanne Somers                                         | Karen Velez                     | Paul en Linda McCartney | | Suzanne Somers                                                                    |
| januari 1985   | Goldie Hawn                                            | Joan Bennett                    | Goldie Hawn | Diane Lane                                                                                                | Girls of Rock and Roll, Playmate-bloopers                                         |
| februari 1985  | Julie McCullough                                       | Cherie Witter                   | Steve Jobs | Brian De Palma                                                                                            | Vrouwen uit Texas, Janice Dickinson                                               |
| maart 1985     | Shannon Tweed                                          | Donna Smith                     | Cast van 60 Minutes: Harry Reasoner, Mike Wallace, Morley Safer, Dan Rather en Diane Sawyer | Bob Giraldi                                                                                               |                                                                                   |
| april 1985     | Natalie Smith, Donna Smith                             | Cindy Brooks                    | Wayne Gretzky | Joel Hyatt                                                                                                | Playmate-zussen                                                                   |
| mei 1985       | Karen Velez                                            | Kathy Shower                    | Boy George | Marvin Hagler en Thomas Hearns                                                                            | Vanity, Karen Velez (Playmate van het jaar)                                       |
| juni 1985      | Roxanne Pulitzer                                       | Devin DeVasquez                 | Sparky Anderson | Tom Watson                                                                                                | Roxanne Pulitzer                                                                  |
| juli 1985      | Tracy Vaccaro                                          | Hope Marie Carlton              | Rob Reiner | Jamie Lee Curtis                                                                                          | Grace Jones                                                                       |
| augustus 1985  | Kathy Shower                                           | Cher Butler                     | Fidel Castro | Ron Howard                                                                                                | Judy Norton-Taylor                                                                |
| september 1985 | Madonna                                                | Venice Kong                     | John Huston | Billy Crystal                                                                                             | Madonna, Brigitte Nielsen, last stapled centerfold                                |
| oktober 1985   | Sherry Arnett                                          | Cynthia Brimhall                | John DeLorean | Rosanna Arquette                                                                                          | Jerry Hall, vrouwen van de Pac 10                                                 |
| november 1985  | Teri Weigel                                            | Pamela Saunders                 | Sting | Don Johnson en Philip Michael Thomas                                                                      | Vrouwen van Mensa                                                                 |
| december 1985  | Barbi Benton                                           | Carol Ficatier                  | Bill Cosby | Huey Lewis                                                                                                | Barbi Benton                                                                      |
| januari 1986   | Geen                                                   | Sherry Arnett                   | Ruth Westheimer | Jay Leno                                                                                                  | Andy Warhol cover art, Iman, Melanie Griffith                                     |
| februari 1986  | Cherie Witter                                          | Julie McCullough                | Michael Douglas | Anthony Pellicano                                                                                         | Vrouwen van Alaska                                                                |
| maart 1986     | Sally Field                                            | Kim Morris                      | Sally Field | David Byrne                                                                                               | Vrouwelijke diskjockeys                                                           |
| april 1986     | Shannon Tweed                                          | Teri Weigel                     | Jeffrey MacDonald | | Victoria Sellers (Daughter of Peter Sellers) , Alexandrea Mosca                   |
| mei 1986       | Kathleen Turner                                        | Christine Richters              | Kathleen Turner | Kim Basinger                                                                                              | Female magicians                                                                  |
| juni 1986      | Kathy Shower                                           | Rebecca Ferratti                | Kareem Abdul-Jabbar | Al Unser sr. en Al Unser jr.                                                                              | Kathy Shower (Playmate van het jaar), Linda Evans                                 |
| juli 1986      | Carrie Leigh                                           | Lynne Austin                    | Arthur C. Clarke | Tom Cruise                                                                                                | Carrie Leigh, Brenda Venus                                                        |
| augustus 1986  | Lillian Muller                                         | Ava Fabian                      | Jackie Gleason | Sigourney Weaver                                                                                          | Brigitte Nielsen                                                                  |
| september 1986 | Julie McCullough                                       | Rebekka Armstrong               | Carl Bernstein | Gregory Hines                                                                                             | Boeren dochters                                                                   |
| oktober 1986   | Sharon Kaye                                            | Katherine Hushaw                | Phil Collins | Jim McMahon                                                                                               | Vrouwen van de Ivy League, Wendy O. Williams                                      |
| november 1986  | Devin Devasquez                                        | Donna Edmondson                 | Joan Rivers | David Horowitz                                                                                            | Devin Devasquez                                                                   |
| december 1986  | Brooke Shields                                         | Laurie Carr                     | Bryant Gumbel | Koko | Vrouwen van 7 Eleven, Patrick Demarchelier-collage                                |
| januari 1987   | Geen                                                   | Luann Lee                       | Don Johnson | Max Headroom                                                                                              | Elisa Florez                                                                      |
| februari 1987  | Joanne Russell                                         | Julie Peterson                  | Mickey Rourke | Ed Begley jr.                                                                                             | Stephanie Beacham                                                                 |
| maart 1987     | Janet Jones                                            | Marina Baker                    | Lionel Richie | Bob Vila                                                                                                  | Janet Jones, MiSchelle Mcmindes                                                   |
| april 1987     | Ava Fabian                                             | Anna Clark                      | Louis Rukeyser | Rae Dawn Chong                                                                                            | Vrouwen van Casanova                                                              |
| mei 1987       | Vanna White                                            | Kymberly Paige                  | Norodom Sihanouk | Barbara Hershey                                                                                           | Vanna White                                                                       |
| juni 1987      | Donna Edmondson                                        | Sandy Greenberg                 | Whoopi Goldberg | Michael J. Fox                                                                                            | Donna Edmondson (Playmate van het jaar), Jenilee Harrison                         |
| juli 1987      | Sandy Greenberg                                        | Carmen Berg                     | Wade Boggs | Garry Shandling                                                                                           |                                                                                   |
| augustus 1987  | Paulina Porizkova                                      | Sharry Konopski                 | Imelda Marcos en Ferdinand Marcos | David Lee Roth                                                                                            | Paulina Porizkova, vrouwen van Florida                                            |
| september 1987 | Maryam d'Abo, Kim Basinger, Beth Hyatt, Timothy Dalton | Gwen Hajek                      | John Sculley | Penn & Teller                                                                                             | Vrouwen van 007, Helmut Newtons Playmates                                         |
| oktober 1987   | Brandi Brandt                                          | Brandi Brandt                   | Richard Secord | Bob Uecker                                                                                                | Donna Mills, vrouwen van Top 10 Party Colleges                                    |
| november 1987  | Jessica Hahn                                           | Pam Stein                       | Daniel Ortega | Kelly McGillis                                                                                            | Jessica Hahn                                                                      |
| december 1987  | Brigitte Nielsen                                       | India Allen                     | Gore Vidal | Justine Bateman                                                                                           | Brigitte Nielsen                                                                  |
| januari 1988   | Geen                                                   | Kimberley Conrad                | Arnold Schwarzenegger | Susan Dey                                                                                                 | Kim Basinger                                                                      |
| februari 1988  | Sandy Greenberg                                        | Kari Kennell                    | Oliver Stone | Harold Washington                                                                                         | Page-three girls                                                                  |
| maart 1988     | Terri Lynn Doss                                        | Susie Owens                     | Billy Crystal | Tom Waits                                                                                                 | Janice Dickinson                                                                  |
| april 1988     | Vanity                                                 | Eloise Broady                   | Tom Clancy | Harrison Ford                                                                                             | Vanity                                                                            |
| mei 1988       | Laurie Carr                                            | Diana Lee                       | Don King | Teri Garr                                                                                                 | Denise Crosby                                                                     |
| juni 1988      | India Allen                                            | Emily Arth                      | Chevy Chase | Theresa Russell                                                                                           | India Allen (Playmate van het jaar), Phoebe Legere                                |
| juli 1988      | Cindy Crawford                                         | Terri Lynn Doss                 | Paul Hogan | Judge Reinhold                                                                                            | Internationale Playmates                                                          |
| augustus 1988  | Kimberley Conrad                                       | Helle Michaelsen                | Harry Edwards | Harvey Fierstein                                                                                          |                                                                                   |
| september 1988 | Jessica Hahn                                           | Laura Richmond                  | Yasser Arafat | Tracey Ullman                                                                                             | Jessica Hahn                                                                      |
| oktober 1988   | Terri Lynn Doss                                        | Shannon Long                    | Roger Craig | Morton Downey Jr.                                                                                         | Vrouwen van de Southwestern Conference, Playgirl-hoofdredactrice Nancie S. Martin |
| november 1988  | Laura Richmond                                         | Pia Reyes                       | Bruce Willis | John Cleese                                                                                               | Vrouwen van Washington                                                            |
| december 1988  | Kata Kärkkäinen                                        | Kata Kärkkäinen                 | Cher | Gene Simmons                                                                                              |                                                                                   |
| januari 1989   | Marilyn Monroe                                         | Fawna MacLaren                  | Robert De Niro | 35ste verjaardags uitgave                                                                                 |                                                                                   |
| februari 1989  | Michele Smith                                          | Simone Eden                     | Bob Woodward | Andrea Marcovicci                                                                                         | Samantha Fox                                                                      |
| maart 1989     | La Toya Jackson                                        | Laurie Wood                     | Tom Hanks | Fred Dryer                                                                                                | La Toya Jackson, Pamela Des Barres                                                |
| april 1989     | Erika Eleniak                                          | Jennifer Lyn Jackson            | De IRA: Danny Morrison en Gerry Adams | Mario Lemieux                                                                                             |                                                                                   |
| mei 1989       | Natalya Negoda                                         | Monique Noel                    | Susan Sarandon | Richard Lewis                                                                                             |                                                                                   |
| juni 1989      | Kimberley Conrad                                       | Tawnni Cable                    | Edward James Olmos | Nicolas Cage                                                                                              | Dana Plato, Kimberley Conrad (Playmate van het jaar)                              |
| juli 1989      | Shelly Jamison                                         | Erika Eleniak                   | Barry Diller | William Shatner                                                                                           | B-movie stars                                                                     |
| augustus 1989  | Brandi Brandt                                          | Gianna Amore                    | John Cougar Mellencamp | John Candy                                                                                                | Vrouwen van Wall Street, Stephen Wayda's vrouw Diana Lee                          |
| september 1989 | Mirjam en Karin van Breeschoten                        | Mirjam en Karin van Breeschoten | Keith Hernandez | Jeff Daniels                                                                                              | Playmate-tweelingen, Morganna                                                     |
| oktober 1989   | Pamela Anderson                                        | Karen Foster                    | Keith Richards | Geena Davis                                                                                               | Julie McCullough, vrouwen van de Southeastern Conference                          |
| november 1989  | Donna Mills                                            | Renee Tenison                   | Garri Kasparov | Bonnie Raitt                                                                                              | Donna Mills                                                                       |
| december 1989  | Candice Bergen                                         | Petra Verkaik                   | Candice Bergen | Patti D'Arbanville                                                                                        | Karen Mayo-Chandler, vrouwelijke worstelaars                                      |